# Lucinda Evans
Lucinda Evans, née en 1972 en Afrique du Sud, est une militante des droits des femmes qui a dirigé plusieurs marches nationales ayant mobilisées des milliers de femmes dans les rues de Cap.
Elle est l'une des voix du #AmINext qui est un mouvement popularisé en septembre 2019 dont le but est de protester contre la condition des femmes et les inégalités de genre en Afrique du Sud.

## Jeunesse
Lucinda Evans est née dans le district Six mais déménage à Lavender Hill lorsqu’elle à cinq ans.
À neuf ans, elle commença à travailler dans le développement communautaire. Elle devient vice-présidente du conseil représentant les étudiants d'un lycée de Cape Town.

## Engagement
Après avoir vu une femme se faire agresser, elle quitte son emploi et crée en 2008 l’organisation à but non lucratif Philisa Abafazi Bethu (« Guérissez nos femmes ») basée depuis 2018 au collège de Lavender Hill.
Celle-ci s’organise autour de deux projets majeurs: la protection des enfants ainsi que des jeunes adultes incluant un programme extra-scolaire, et un programme visant à donner aux femmes ayant été victimes de violences conjugales des conseils pour devenir indépendante et s’assurer une sécurité. En 2008, elle dirige par ailleurs une plateforme projet visant à lutter contre les violences de genre dans les townships .
En 2012, elle ouvre un refuge d'urgence destinée aux femmes, à Wynberg.
En 2017 elle aide avec son organisation, la famille de la jeune Rene Roman, assassinée à l’âge de treize ans.
En septembre 2019 elle devient l’une des voix d’un grand mouvement de protestation contre le gouvernement et les forces de l’ordre sud-africaines dans le but d’améliorer la condition des femmes du pays et de combattre les inégalités de genre.

## Récompenses et nominations
- Elle a été récemment nommée pour un poste de commissaire à l’enfance dans le Cap-occidental[7].
- En 2013, elle reçoit le titre de « femme de l'année » dans son pays[3].
- En 2016 elle a été décorée de l’ordre national de la légion d’honneur par l’ambassadeur de France en Afrique du Sud[8],[3].
- En 2019, elle a été notée dans le BBC’s 100 Women[9].